# Cause of Death (album)
Cause of Death – drugi album amerykańskiej grupy deathmetalowej Obituary. Wydawnictwo ukazało się 19 września 1990 roku nakładem Roadrunner Records. Nagrania zostały zarejestrowane i zmiksowane w Morrisound Studios w Tampie w stanie Floryda. Mastering odbył się w Fullersound w Miami w stanie Floryda. Autorem obrazu na okładce albumu był Michael Whelan.

## Lista utworów
Opracowano na podstawie materiału źródłowego.
1. „Infected” (muz. i sł. Peres, D. Tardy, J. Tardy) – 5:34
2. „Body Bag” (muz. i sł. Peres, D. Tardy, J. Tardy) – 5:49
3. „Chopped In Half” (muz. i sł. Peres, D. Tardy, J. Tardy) – 3:43
4. „Circle of the Tyrants” (Celtic Frost cover; muz. T. G. Warrior) – 3:36
5. „Dying” (muz. i sł. Obituary, Peres) – 4:29
6. „Find the Arise” (muz. i sł. Peres, D. Tardy, J. Tardy) – 2:51
7. „Cause of Death” (muz. i sł. Peres, J. Tardy, Murphy) – 5:38
8. „Memories Remain” (muz. i sł. Peres, D. Tardy, J. Tardy) – 3:44
9. „Turned Inside Out” (muz. i sł. Peres, D. Tardy, J. Tardy) – 4:57

## Twórcy
Opracowano na podstawie materiału źródłowego.

- John Tardy – śpiew
- James Murphy – gitara prowadząca
- Trevor Peres - gitara rytmiczna
- Frank Watkins – gitara basowa
- Donald Tardy – perkusja
- Scott Burns – inżynieria dźwięku, miksowanie, produkcja muzyczna
- Mike Fuller - mastering
- Rob Mayworth - oprawa graficzna
- Patricia Mooney - kierownictwo artystyczne
- Carole Segal - zdjęcia
- Kent Smith - efekty dźwiękowe
- Michael Whelan - oprawa graficzna

## Wydania
Opracowano na podstawie materiału źródłowego.
| Rok  | Nr katalogowy | Format | Wytwórnia          | Kraj              |
| ---- | ------------- | ------ | ------------------ | ----------------- |
| 1990 | RO 9370-1     | LP     | Roadracer Records  | Stany Zjednoczone |
| 1990 | RO 9370-2     | CD     | Roadracer Records  | Stany Zjednoczone |
| 1990 | RCC 9370      | CD     | R/C Records        | Stany Zjednoczone |
| 1990 | RCC 9370      | CS     | Roadrunner Records | Stany Zjednoczone |
| 1990 | RO 9370-1     | LP     | Roadracer Records  | Holandia          |
| 1990 | RO 9370-8     | LP     | Roadracer Records  | Stany Zjednoczone |
| 1998 | RR 8767-2     | CD     | Roadrunner Records | Stany Zjednoczone |